# Pippo Baudo
Pippo Baudo (ur. 7 czerwca 1936 w Militello in Val di Catania, zm. 16 sierpnia 2025 w Rzymie) – włoski prawnik oraz prezenter telewizyjny. Jeden z najbardziej znanych w swoim rodzinnym kraju, jego kariera trwała sześć dekad, w tym 13 edycji Festiwalu Muzycznego w San Remo – najwięcej dla jednego prezentera.
Często nazywano go „Superpippo” (nawiązując do włoskiej nazwy Super Goof). Baudo był również dyrektorem artystycznym i prezesem Teatro Stabile di Catania w latach 2000–2007.

## Biografia
Baudo urodził się w Militello in Val di Catania na Sycylii, jako syn prawnika i gospodyni domowej. Podczas studiów prawniczych na Uniwersytecie w Katanii zaczął występować jako aktor i prezenter, stając się pomocnikiem komika Tuccio Musumeci. Ukończył studia prawnicze, pomimo zainteresowania rozrywką, i nigdy nie praktykował jako prawnik. Pod koniec lat 50. został śpiewakiem i pianistą w Orchestra Moonlight. W 1959 roku po raz pierwszy Pippo pojawił się we włoskiej telewizji w odcinku programu Enzo Tortora La conchiglia d'oro. Przełom nastąpił w 1966 roku, jako prezenter programu muzycznego Settevoci.
W 1968 roku Baudo po raz pierwszy poprowadził Festiwal Muzyki San Remo; ostatecznie gościł go 13 razy, ostatni raz w 2008 roku, pełniąc również funkcję dyrektora artystycznego w licznych edycjach. Podczas wieczoru otwarcia Festiwalu Muzyki San Remo w 1995 roku, krótko po rozpoczęciu pokazu, mężczyzna, Pino Pagano, wspiął się na galerię Teatro Ariston, grożąc skokiem z wysokości; sam Baudo przekonał go do odejścia pośród oklasków publiczności. Był również gospodarzem dwóch edycji Canzonissimy, sześciu edycji Un disco per l'estate, a także licznych edycji Domenica in i Fantastico.

## Życie prywatne i śmierć
Baudo miał dwoje dzieci: Alessandro, urodzonego w 1962 roku, z Mirelli Adinolfi, i Tizianę, urodzoną w 1970 roku, z pierwszej żony Angeli Lippi. Po związkach z aktorkami Alidą Chelli i Adrianą Russo, w latach 1986–2007 Baudo był żonaty z włoską sopranistką Katią Ricciarelli (z którą rozstał się w 2004 roku, zanim ich rozwód został sfinalizowany).
Pippo Baudo zmarł w Campus Bio-Medico w Rzymie 16 sierpnia 2025 roku w wieku 89 lat. Jego pogrzeb odbędzie się 20 sierpnia w jego rodzinnym mieście Militello na Sycylii, pod przewodnictwem biskupa Caltagirone Calogera Periego.

## Odznaczenia
- Wielki Krzyż Orderu Zasługi Republiki Włoskiej (21 lipca 2021)[11].